# Тулайха
Тулайха ибн Хувайлид аль-Асади (араб. ﻃﻠﻴﺤـة ﺑﻦ ﺧﻮﻳﻠﺪ ﺍلاﺳﺪﻱ‎; ум. 642) — лидер племени Асад и один из «лжепророков» Аравии. Одна из характерных фигур пророческого движения в Аравии VII века.

## Биография
Тулайха был одним из военных вождей племени асад. Он участвовал в сражениях с мусульманами в 626 и 627 годах. Славился проницательностью и умением предсказывать будущее. В 631-32 году Тулайха объявил себя пророком, пророчествовал о будущих победах арабов, в частности о завоевании ими Сирии и Ирака.
После смерти пророка Мухаммада он активизировал свою деятельность, увлёк часть племён асад, фазара и тайй к временному отпадению от ислама. Его деятельность представляла угрозу для молодого мусульманского государства. Отправленные против него войска под командованием Халида ибн аль-Валида разгромили его армию. Бежавший Тулайха, позднее раскаялся и принял ислам. Он участвовал в завоевании мусульманами Ирака и Сирии. Погиб в 642 или 645 году.